# Liste der Monuments historiques in Vieux-lès-Asfeld
Die Liste der Monuments historiques in Vieux-lès-Asfeld führt die Monuments historiques in der französischen Gemeinde Vieux-lès-Asfeld auf.

## Liste der Objekte
| Bezeichnung                  | Beschreibung                     | Standort                        | Kennzeichnung | Schutzstatus | Datum | Bild |
| ---------------------------- | -------------------------------- | ------------------------------- | ------------- | ------------ | ----- | ---- |
| Grabstein für Jacques de Ham | Stein, bezeichnet 1585           | in der Kirche Notre-Dame (Lage) | PM08000587    | Classé       | 1908  |      |
| Skulptur Heiliger Mamas      | Holz, vergoldet, 16. Jahrhundert | in der Kirche Notre-Dame (Lage) | PM08000588    | Classé       | 1933  |      |